# Ґах
Ка́хі (азерб. Qax) — місто, адміністративний центр Ґахського району Азербайджану. Розташоване біля підніжжя південного схилу Великого Кавказу, на річці Курмухчай.

## Пам'ятки

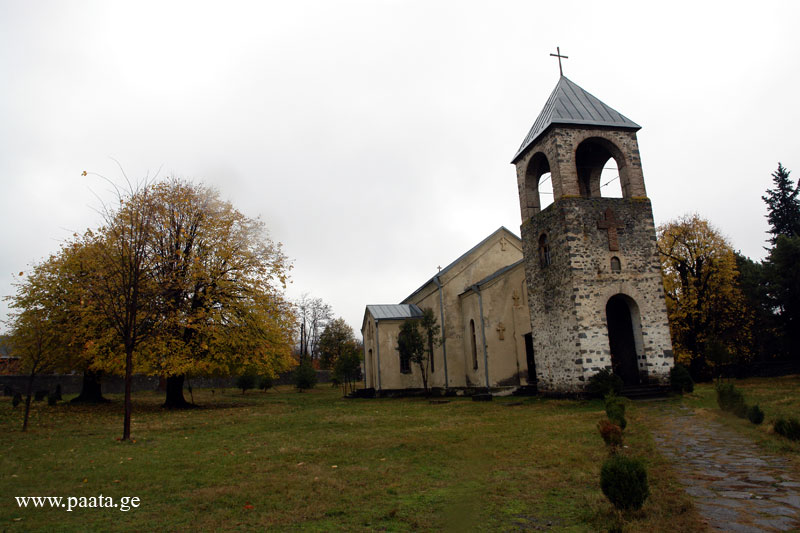

- Кафедра Некреської і Геретської єпархії Грузинської Православної Церкви.

## Економіка
У місті розміщено підприємства харчової промисловості.

## Міста-побратими
- Італія, Борміо (2014)

## Відомі уродженці
- Аліджанов Назім Незір-огли — борець вільного стилю, чемпіон Європи, учасник Олімпійських ігор.
- Імам Мустафаєв — перший секретар ЦК КП Азербайджанської РСР (1954—1959), міністр сільського господарства Азербайджанської РСР (1947—1950).
- Софієва Айнур Мамедійя-кизи